# Collegiata di Notre-Dame-en-Vaux

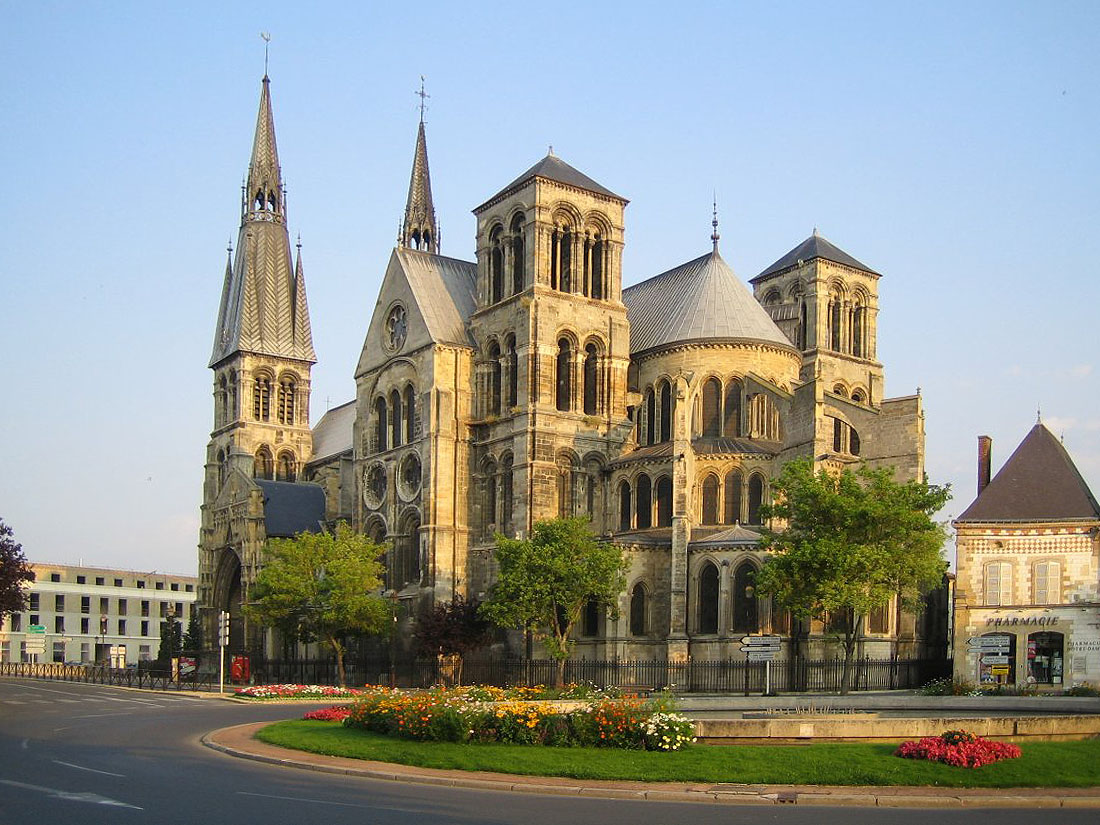
Veduta esterna delle absidi e delle torri posteriori

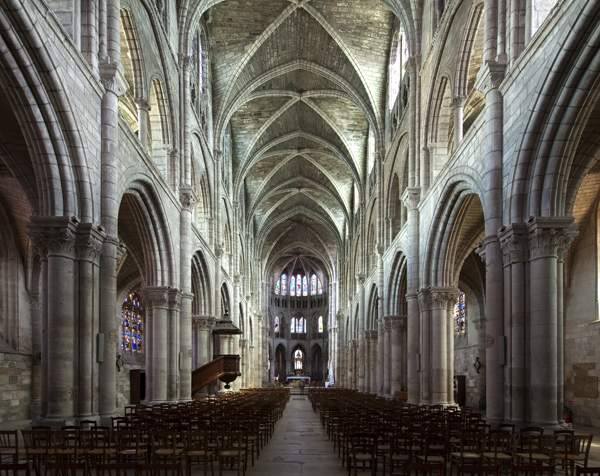
Interno

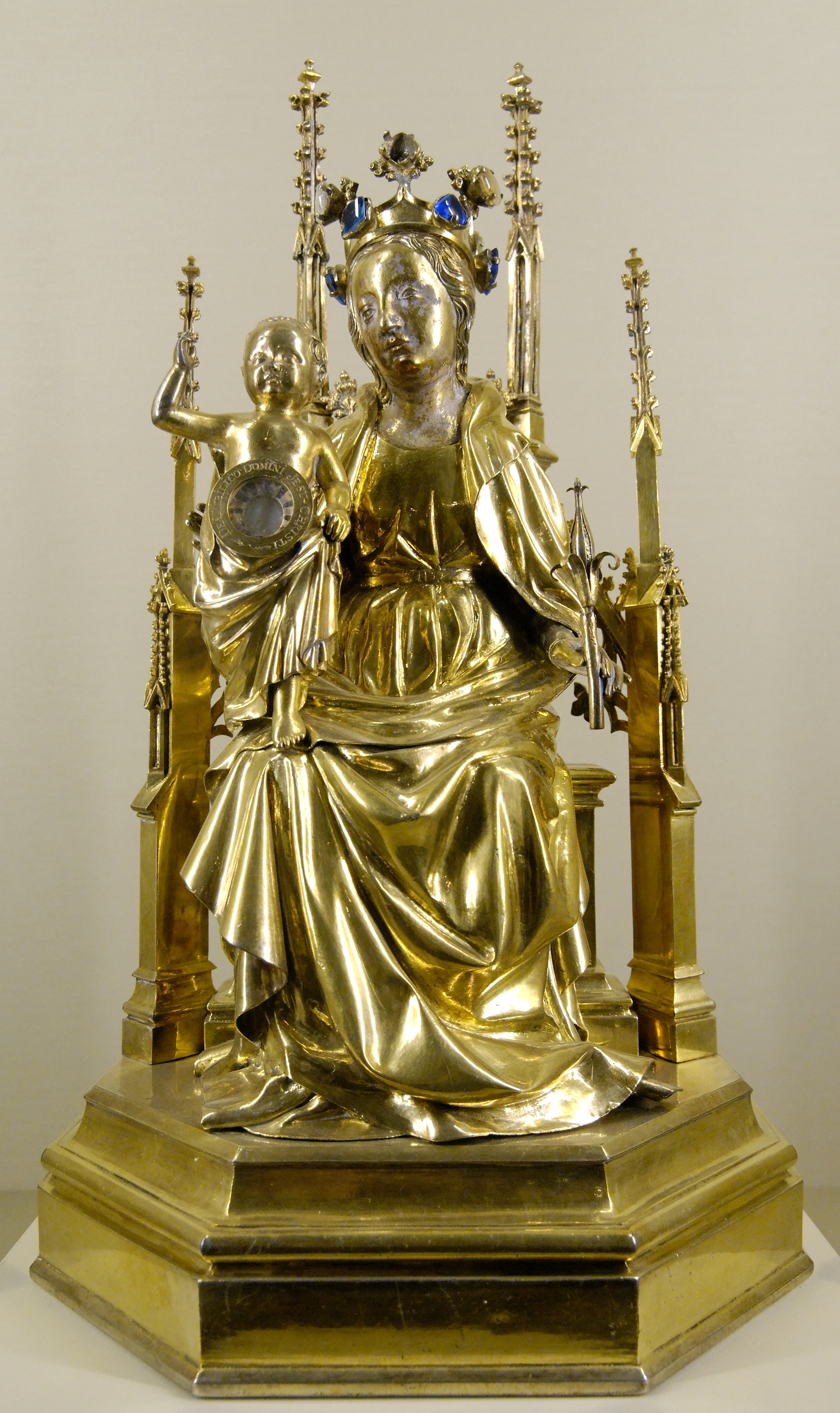
Il reliquiario del Santo Cordone ombelicale di Cristo del 1407, oggi al Musée de Cluny di Parigi.

La collegiata di Notre-Dame-en-Vaux (in francese: Collégiale Notre-Dame-en-Vaux) è un luogo di culto cattolicesimo di Châlons-en-Champagne, nella Marna.

## Storia
Sorge lungo il torrente Mau, in un sito che fu adibito a luogo di culto già dal IX secolo. L'edificio attuale venne fondato nel 1157 e la sua costruzione venne iniziata in stile romanico. In seguito venne continuato in stile gotico, e per la gran parte portato a termine entro il 1217. La chiesa venne consacrata il 29 agosto 1322 da Pierre de Latilly, vescovo-conte di Châlons.
Grande luogo di pellegrinaggio alla Madonna, la chiesa, all'epoca parrocchiale, divenne molto conosciuta per il possesso di una particolare reliquia che fece la sua gloria: il presunto Santo Cordone ombelicale di Cristo. La chiesa è monumento storico di Francia dal 1840 e patrimonio dell'umanità dell'UNESCO, nell'ambito delle principali chiese lungo le strade francesi per Santiago di Compostela, dal 1998.

## Descrizione

### Esterno
La chiesa si presenta inquadrata da quattro torri romaniche, due sulle facciata e due ai lati del coro, secondo lo stilema della Cattedrale di Toul; con transetto e coro a deambulatorio e cappelle radiali. I campanili furono completati nel XVI secolo con svettanti flèche a pinnacoli con una copertura di lastre di piombo disposte a spina di pesce. Solo le due della facciata si sono conservate, quelle del coro vennero distrutte durante la rivoluzione francese.
Il braccio del transetto sud, risalente all'inizio della costruzione, presenta un portale riccamente scolpito con timpano e statue-colonne risalenti al 1170, assai danneggiato dalla Rivoluzione.
Sul fianco sinistro accompagnava la chiesa un preziosissimo chiostro, unico nel suo genere, sostenuto da arcate che reggevano una loggetta di colonnine binate alternate a 55 statue-colonne sormontate da capitelli. Queste figure rappresentanti personaggi biblici e medievali vennero realizzate dai più grandi artisti del 1170-1180. Distrutto a partire dal 1759 dai monaci per ricostruirne gli edifici, le sculture sono state rinvenute e oggi sono conservate nel Musée du cloître de Notre-Dame-en-Vaux inaugurato nel 1978.

### Interno
L'intero, con pianta a croce latina, è diviso in tre navate da possenti pilastri romanici dai bellissimi capitelli finemente scolpiti a motivi ora animali, ora vegetali o a volute. Al di sopra s'elevano le sovrapposizioni gotiche dei matronei, del cleristorio e delle volte. Questa composizione a tre livelli continua anche nel transetto e nel coro.
All'interno della chiesa si conservano numerose lastre tombali di personaggi insigni cittadini, fra cui quelle gotiche degli sposi Noisette e dello scabino di Châlons Jean Menguy, o di Michel Joly et de Jean Talon, sovrintendente della Nouvelle-France (1695), e quella di Claude Chastillon, topografo del re (1616).
Le cappelle presentano una mirabile pavimentazione in lastre di pietra con rilievi eseguiti in fil di piombo rappresentanti Scene bibliche.
I finestroni fiammeggianti presentano vetrate policrome delle quali le più antiche, risalenti al XVI secolo, raffigurano la Passione di Cristo, la Vita della Vergine e Storie di Santi. Fra tutte emerge quella della Glorificazione della Vergine, capolavoro del mastro-vetraio Mathieu Bléville di San Quintino, del 1526. I committenti Nicolas Collesson e sua moglie Marguerite Lallemant, figurano sui lati in basso, introdotti da San Nicola e Santa Margherita.
Nella collegiata si trovano due organi a canne. Quello principale è situato in due corpi contrapposti lungo le pareti laterali della cantoria in controfacciata, venne costruito nel 1889 dai fratelli Claude e dispone di 31 registri; alla sua consolle, a quattro manuali e pedale, è collegato anche l'organo del coro, collocato nel matroneo del deambulatorio, che ha 15 registri.

## La presunta reliquia
Notre-Dame-en-Vaux possedeva una reliquia così preziosa, da attirare enormi folle di pellegrini e che la rese famosa nella cristianità: il Santo Cordone ombelicale di Cristo. Attestato solo a partire dal XV secolo, rappresenta una storia assai particolare. Secondo la leggenda popolare Carlomagno l'avrebbe ricevuta in dono dall'Imperatore di Bisanzio e poi l'avrebbe regalata a un papa che la conservò fra San Giovanni in Laterano e Santa Maria del Popolo. Un successore al trono di pietro, apparentemente il francese papa Clemente V, ne avrebbe donata una parte al vescovo di Châlons del tempo Jean I de Châteauvillain. Dapprima venne conservata in un semplice oggetto d'argento recante l'iscrizione De Umbilico Domini, e poi nel 1407 il vescovo Charles de Poitiers, commissionò un reliquiario molto più prezioso, oggi conservato al Musée de Cluny di Parigi.
Il fatto più saliente avvenne nel 1707 ad opera del vescovo Gaston de Noailles, che intraprese un gesto assai raro e audace per un membro della Chiesa nel Secolo dei lumi; infatti lui fece esaminare la reliquia da esperti dell'epoca e in seguito la fece distruggere fra la forte dissezione popolare. Questo fatto viene raccontato da numerosi autori, fra i quali Voltaire che elogia il gesto in diverse sue opere fra cui il celebre Traité sur la Tolérance; e il libero pensatore Collin de Plancy..